# 나우루

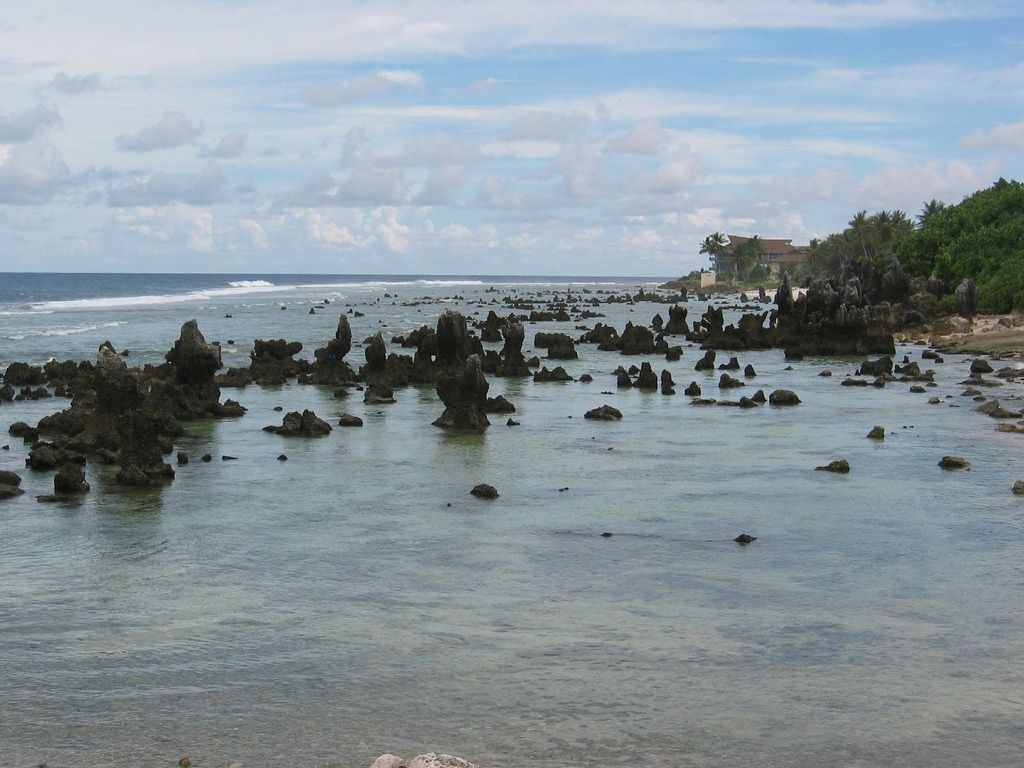
나우루의 산호초

나우루 공화국(나우루어: Ripubrikin Naoero, 영어: Republic of Nauru 리퍼블릭 오브 나우루[*]) 또는 나우루(영어: Nauru 나우루[*], 나우루어: Naoero 나오에로)는 오세아니아의 미크로네시아에 있는 나라이다. 가장 가까운 섬은 동쪽으로 300km 정도 떨어진 키리바시의 바나바섬이다. 면적은 21km2로, 세계에서 바티칸 시국, 모나코 다음으로 작고, 공화국 중에서는 가장 작다.

## 개요
나우루는 세계에서 가장 작은 공화국, 영연방에서 가장 작은 국가, 오세아니아에서 가장 작은 국가이다. 나우루는 유엔과 영연방, OACPS의 회원국이다. 나우루는 한때 인광석 산업으로 크게 부흥했었으나 인광석이 고갈된 후에는 빈국으로 전락했다.

## 역사

### 인간의 정착과 식민 통치
미크로네시아와 폴리네시아 민족이 정착했다고 추정된다. 1798년에 영국인 탐험가 존 피언 선장이 서양인으로서는 나우루를 최초로 발견했다. 1888년 독일령이 되었다. 1900년경 영국인이 이 섬의 최대 자원인 양질의 인광석을 발견해 1906년에 영·독 합자회사에 의해 그 채굴이 시작되었다. 1914년 호주군에 점령되었고, 1920년에 위임통치령이 되었다. 제2차 세계대전 중엔 일본군의 점령하에 있다가, 전후(戰後) 1947년에 영국·호주·뉴질랜드 3국의 신탁통치령이 되었다. 

### 독립
미크로네시아와 폴리네시아인들이 처음 정착했다고 추정되며, 19세기 말에 독일 제국에 의해 합병되어 식민지가 되었다. 제1차 세계 대전 이후 나우루는 뉴질랜드와 오스트레일리아, 영국의 승인을 받아 국제 연맹 위임통치령이 되었다. 제2차 세계 대전 중에 나우루는 일본 제국의 군대에 의해 점령되기도 했다. 전쟁이 끝난 후, 나우루는 다시 신탁통치령이 되었다. 그 뒤 원주민 사이에 독립의 기운이 고조되어, 1966년 입법평의회를 설치하고, 1968년 1월 31일에 독립하였다. 독립한 즉시, 영연방에 특별회원으로 가입하였고, 2000년에는 정회원이 되었다. 하지만 다시 2005년 7월 1일에 특별회원이 되었다.

### 인산염 채굴
20세기 중반까지 나우루는 자원에 전적으로 의존한 나라였다. 나우루는 섬의 표면이 인광석으로 된 섬이어서 간단한 노천 채굴만으로도 쉽게 채굴을 할 수 있었다. 나우루는 영국의 광산 회사가 1907년 처음 채굴을 시작한 이래로, 1919년 설립된 영국 인산염 위원회를 통해 인산염의 주요 수출국이 되었다. 이후, 나우루 인산염 주식회사를 통해 자원의 소유권을 돌려받았고, 1980년대에 자원이 고갈될때까지 소유권은 계속 유지되었다. 그 이유로 나우루는 1960년대와 1970년대 주권국들 가운데 1인당 GDP가 가장 높은 나라중 하나였다. 인광석이 고갈되기 전까지 주민들은 풍족하게 살았다.

### 인산염 고갈
인산염이 고갈되고, 무분별한 채광으로 인해 환경이 급속도로 오염되자 나우루 경제의 심각성이 드러나기 시작하였다. 돈을 벌기 위해 나우루는 조세 피난처와 불법적인 돈세탁 지역이 되기도 했다. 나우루는 2001년부터 2008년까지 오스트레일리아에 밀입국한 사람들을 수용하는 수용소를 짓는 조건으로 오스트레일리아 정부로부터 경제 원조를 받았다.

### 오늘날
2009년 12월 15일에 압하지야의 독립을 승인했으며, 17일에는 남오세티야의 독립도 승인했다.

이 뒤에는 나우루가 압하스 공화국과 남오세티야를 인정해주는 대신, 러시아가 나우루에 돈을 대준 것이 밝혀졌다.

## 지리

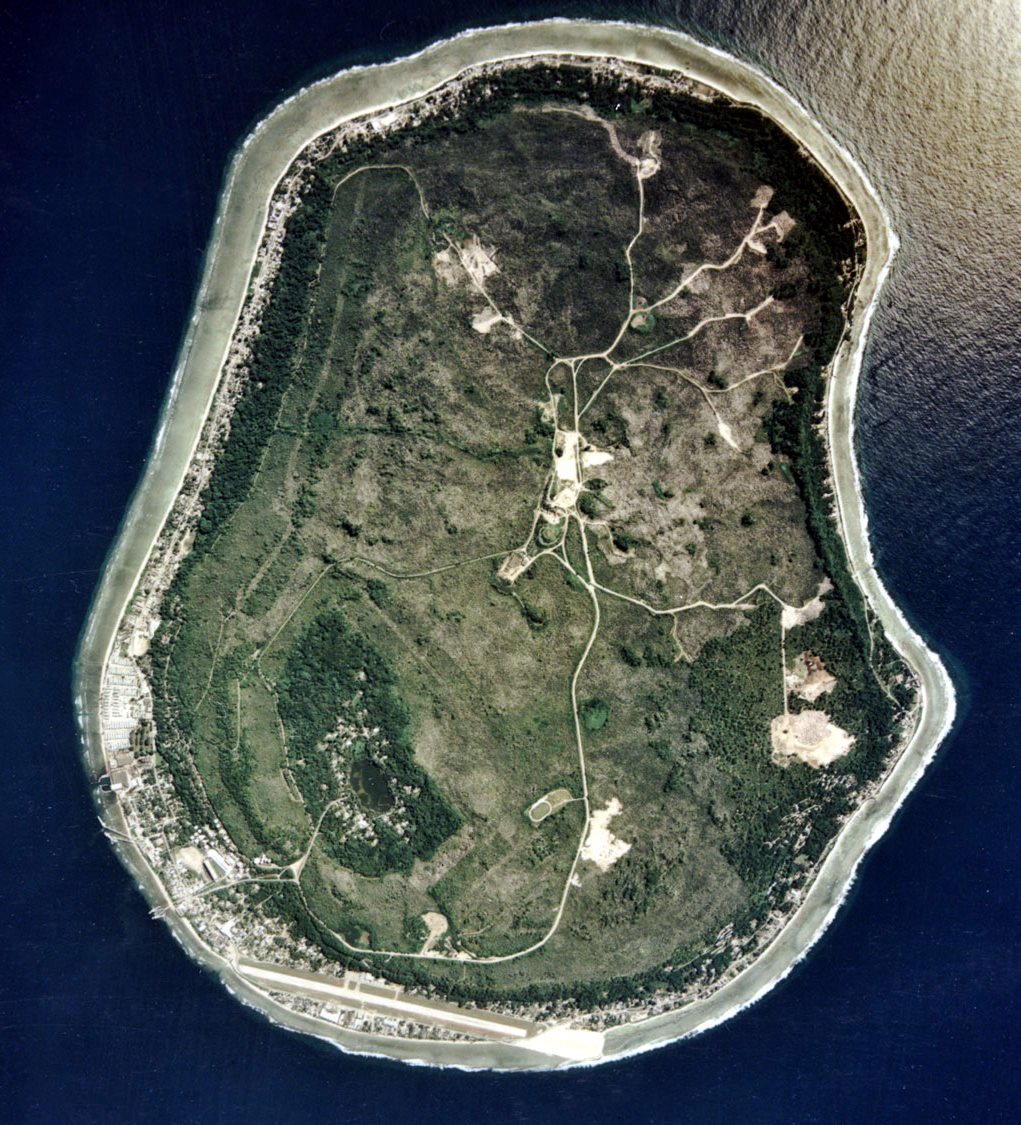
나우루의 위성 사진

나우루는 단 하나의 섬으로만 이루어져 있다. 전체적으로 지형이 평탄하여 최고점이 70m를 넘지 않으며 나우루에서 가장 높은 곳은 해발 65m의 언덕인 커맨드 리지이다. 남서부에 부아다 호(湖)가 있다. 주요 자원이었던 인광석의 채취에 따른 자원 고갈로 섬 전체의 생태계가 황폐화되어 있다.

## 행정 구역
국토의 크기가 매우 작아 법률로 정해 놓은 수도는 없으나 행정 구역 가운데 가장 번화한 곳이 야렌 구이기 때문에 사실상의 수도 역할을 한다.

## 정치
나우루는 대통령 중심제 나라이다. 국무 총리 제도는 없다. 또, 대통령은 18명의 호선으로 진출한다. 의회는 단원제이며 국회의원은 만 20세 이상이 되어야 선출할 수 있다. 정당은 나우루당과 민주당이 있다. 그리고 기본적으로는 대법원과 가정법원이 있다. 국방으로서는 군대는 없고 오스트레일리아가 이를 담당한다. 이 나라는 다른 나라와 달리 군부를 정치세력으로 인정하여, 삼권분립이 아닌, 사권분립제를 채택하고 있다. 정치부패가 심하다.

### 외교
대한민국과는 1979년, 조선민주주의인민공화국과는 1982년에 수교하였다.
나우루는 1968년 영연방에 특별 회원으로 가입했고, 1999년 정회원이 되었다. 1991년에 아시아 개발 은행, 1999년에 유엔에 가입했다.
나우루는 미승인국인 중화민국, 코소보, 압하지야를 국가로 인정했다.

## 경제
1980년대 초 나우루는 아랍에미리트에 이어 세계에서 두 번째로 잘 사는 나라였다. 나우루의 경제는 산호섬과 풍부한 인광석에 전적으로 의존하였다. 수요는 대부분 수입에 의존한다. 2000년대 이후 인광석의 고갈로 인하여 경제가 급격히 악화되었다. 섬에는 메넹 호텔과 OD-N-아이워(OD-N-Aiwo) 호텔이 있지만, 관광 수입은 아주 적은 편이다. 주민세는 없으며 실업률은 90%에 달한다. 나우루의 노동자 중 95%는 정부에 고용되어 있다.
이 경제난을 해결하기 위해 1990년 중반부터 외국 투자자들을 유치하기 위해 관련 제도를 완화시켰는데 이 결과 나우루는 외국인들이 비밀 송금 및 페이퍼컴퍼니 설립이 난무해 결국 OECD에서 2000년에 나우루를 조세피난처로 발표했다. 이후 현재 은행들의 면허가 잇따라 취소되어 2006년에는 마지막으로 남은 은행이 문을 닫아 금융거래 자체를 할 수 없는 나라가 되어버렸다.
또한 1997년부터는 누구든 ‘돈만 내면’ 여권을 발급해주기까지 하였다. 이 때문에 나우루에 살지도 않는 이들에게 1000여개의 여권이 검증 없이 발급되었으며 심지어는 아제르바이잔 출생의 한 남성이 이런 방식으로 나우루 여권을 취득 후 중국 항저우에서 활동하다가 미국인들에게 테러를 가하는 일까지 발생했다.
그 후 약 7년동안 은행이 없다가 2013년 오스트레일리아의 '벤디고 앤드 애들레이드'은행이 나우루에 지사를 설립하는 것을 추진중이라고 밝혔다. 은행 설립 비용은 오스트레일리아 정부에서 난민 수용을 조건으로 지급하는 지원금이 사용될 것이며, 이번 은행 설립 추진으로 나우루 국민들은 다시 은행 업무 재개의 혜택을 받을 예정이다.

### 교통
유일한 공항인 나우루 국제공항이 있으며, 항구가 건설중이다. 철도는 인산염 채굴을 위해 건설된 짧은 노선을 제외하면 전무하다.
나우루의 유일한 공항은 나우루 국제공항이다. 나우루의 인광석이 모두 떨어지면서 2005년 12월, 섬과 바깥을 잇는 항공사였던 나우루 항공이 운행을 중단함에 따라 2006년 1월부터 9월까지 나우루 사람들은 오직 배를 타고서만 바깥으로 나갈 수 있었다. 2006년 10월, 중화민국의 재정지원을 받아 아워 항공이란 이름으로 다시 운행을 시작했다. 현재는 호주 브리즈번과 나우루를 주 1회 운항하고 있다.

## 기후
나우루는 적도에 가까워 뜨겁고 극단적으로 다습한 기후가 연중 계속된다.
| Yaren District, Nauru의 기후 | Yaren District, Nauru의 기후 | Yaren District, Nauru의 기후 | Yaren District, Nauru의 기후 | Yaren District, Nauru의 기후 | Yaren District, Nauru의 기후 | Yaren District, Nauru의 기후 | Yaren District, Nauru의 기후 | Yaren District, Nauru의 기후 | Yaren District, Nauru의 기후 | Yaren District, Nauru의 기후 | Yaren District, Nauru의 기후 | Yaren District, Nauru의 기후 | Yaren District, Nauru의 기후 |
| 월                           | 1월                          | 2월                          | 3월                          | 4월                          | 5월                          | 6월                          | 7월                          | 8월                          | 9월                          | 10월                         | 11월                         | 12월                         | 연간                         |
| ---------------------------- | ---------------------------- | ---------------------------- | ---------------------------- | ---------------------------- | ---------------------------- | ---------------------------- | ---------------------------- | ---------------------------- | ---------------------------- | ---------------------------- | ---------------------------- | ---------------------------- | ---------------------------- |
| 역대 최고 기온 °C (°F)       | 34 (93)                      | 37 (99)                      | 35 (95)                      | 35 (95)                      | 32 (90)                      | 32 (90)                      | 35 (95)                      | 33 (91)                      | 35 (95)                      | 34 (93)                      | 36 (97)                      | 35 (95)                      | 37 (99)                      |
| 일평균 최고 기온 °C (°F)     | 30 (86)                      | 30 (86)                      | 30 (86)                      | 30 (86)                      | 30 (86)                      | 30 (86)                      | 30 (86)                      | 30 (86)                      | 30 (86)                      | 31 (88)                      | 31 (88)                      | 31 (88)                      | 30 (87)                      |
| 일평균 최저 기온 °C (°F)     | 25 (77)                      | 25 (77)                      | 25 (77)                      | 25 (77)                      | 25 (77)                      | 25 (77)                      | 25 (77)                      | 25 (77)                      | 25 (77)                      | 25 (77)                      | 25 (77)                      | 25 (77)                      | 25 (77)                      |
| 역대 최저 기온 °C (°F)       | 21 (70)                      | 21 (70)                      | 21 (70)                      | 21 (70)                      | 20 (68)                      | 21 (70)                      | 20 (68)                      | 21 (70)                      | 20 (68)                      | 21 (70)                      | 21 (70)                      | 21 (70)                      | 20 (68)                      |
| 평균 강수량 mm (인치)        | 280 (11.0)                   | 250 (9.8)                    | 190 (7.5)                    | 190 (7.5)                    | 120 (4.7)                    | 110 (4.3)                    | 150 (5.9)                    | 130 (5.1)                    | 120 (4.7)                    | 100 (3.9)                    | 120 (4.7)                    | 280 (11.0)                   | 2,080 (81.9)                 |
| 평균 강수일수                | 16                           | 14                           | 13                           | 11                           | 9                            | 9                            | 12                           | 14                           | 11                           | 10                           | 13                           | 15                           | 152                          |
| 출처:                        |                              |                              |                              |                              |                              |                              |                              |                              |                              |                              |                              |                              |                              |

## 인구
2006년 말 나우루의 인구는 9,265명이었다. 전에는 인구가 그보다 많았으나 2006년 인광석의 양이 급격히 준 것이 원인이 되어 1,500여 명에 달하는 키리바시와 투발루 출신 노동자들의 대귀환이 이루어졌다. 공용어는 나우루어이지만, 영어도 널리 쓰인다. 1968년에 제정한 현행헌법은 공용어에 대한 성문규정은 없지만, 두 언어를 함께 쓰는 정책을 유지하고 있다.
나우루인이 58%, 기타 태평양 섬나라의 출신이 26%, 화교가 8%, 백인이 8%이다. 모든 백인들은 독립 때 남겨진 영국인이다. 나우루 국민의 33% 정도가 개신교(회중교회)를 중심으로 한 기독교인인데, 로마 가톨릭의 비중(30%)도 크다. 이외에 소수인 불교, 토착 종교가 있다. 종교의 자유가 있지만, 특정한 상황에서 제한하기도 한다. 문해율은 96%다. 6세~15세까지 의무 교육을 시행하고 있으며 11, 12학년은 의무교육이 아니다. 남태평양 대학 캠퍼스가 나우루에 있다. 이 대학이 들어서기 전에는 오스트레일리아(호주)나 뉴질랜드로 대학교육을 위해 유학을 갔다.
나우루는 세계에서 비만율이 가장 높은 나라이다. 성인의 90%는 BMI 지수가 평균 이상이다. 또한, 당뇨병 발병률이 40%로 세계에서 가장 높다. 신장 질환과 심장병도 흔하다. 기대수명은 2006년 기준으로 남자 58세, 여자 65세이다.

## 문화
나우루는 독일에 합병되었을 때 독일에 의해 전통 춤이 금지당한 적이 있지만 씨족 사회적 특징은 유지하고 있다. 현대문명 생활을 하고 있으면서도 전통적인 가부장 제도가 짙은 편이다.
인구의 70%이상이 과체중으로 비만 문제가 심각하다.

### 종교
기독교가 92.66%로 가장 큰 비중을 차지하며, 나머지 7.34%는 중국 민간신앙 외 기타 종교로 조사되었다.